# Schloss Sythen

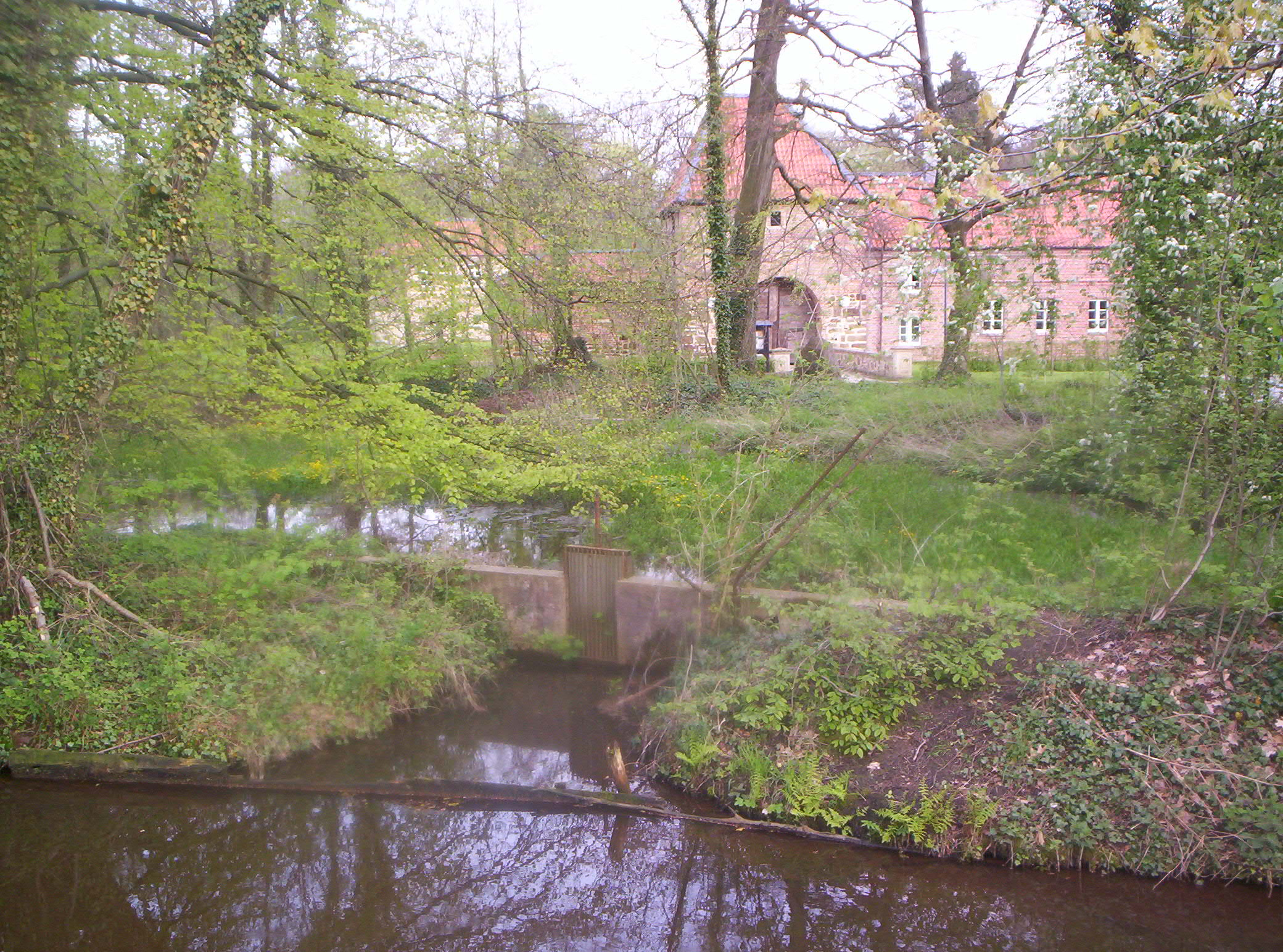
Schloss Sythen

Schloss Sythen ist ein Wasserschloss im Stadtteil Sythen von Haltern am See.
Die damalige Burg wurde erstmals im Jahre 758 unter König Pippin erwähnt. Im Laufe der Zeit wohnten verschiedene Adelsfamilien auf der Anlage. Von 1821 bis 1965 war Schloss Sythen im Besitz der Familie von Westerholt und Gysenberg. 
Im Jahre 1946 wurde das Schloss an den Caritasverband Recklinghausen verpachtet, der hier ein Kindererholungsheim einrichtete, und 1970 an den Verband verkauft. Der Verband ließ das Herrenhaus 1971 abreißen und verkaufte die Anlage 1979 an Winfried Humberg, der sie 1989 an die Stadt Haltern veräußerte.
Ursprünglich erhalten sind das Torhaus und die ehemalige Kapelle mit einem bemerkenswerten Kreuzgewölbe. Heute ist die Anlage nach viel bürgerlichem Engagement Teil des öffentlichen Lebens.